# Guillaume Philibert Duhesme
Guillaume Philibert, comte Duhesme, né le 7 juillet 1766 à Mercurey (anciennement Bourgneuf) en Saône-et-Loire et mort le 20 juin 1815 à Genappe, en Belgique, est un général français de la Révolution et de l'Empire et Pair de France pendant les Cent Jours. Il est enterré à Genappe, à côté de l'église Saint-Martin de Ways dans le Mausolée Duhesme. Il était commandant de la Garde Impériale de Napoléon.

## Biographie

### Premières années
Fils d'un notaire royal de Bourgneuf Val d'Or (Mercurey), près de Chalon-sur-Saône, son père doit se plaindre à plusieurs reprises de son « diable de gamin ». Son ardeur se manifeste à l'âge de 19 ans lorsqu'il réalise son premier coup de force à l'occasion d'un mariage à Mercurey. Les verres cassés, la bagarre, les blessés amènent l'arrestation du jeune turbulent Duhesme. 

### Sous la Révolution et le Consulat
À la Révolution, sa pétulance l'amène à commander la Garde nationale de son canton. Le 29 septembre 1791, il devient capitaine par élection dans le second bataillon de Saône-et-Loire. Cette même année, il équipe 200 hommes à ses frais, et Dumouriez lui confie le commandement de ce bataillon qui prend le nom de 4e bataillon de chasseurs francs du Nord également chasseurs du Hainaut. Il commande la place de Ruremonde pendant que l'armée traverse la Meuse ; assure les communications avec la Hollande en conservant le poste de Herstadt et, à la suite de la bataille de Nerwinde, brûle un pont, sur la Hoo, en présence d'une colonne ennemie. Le 6 juillet 1793, au combat du bois de Villeneuve, les grenadiers français se découragent et abandonnent leurs rangs. Duhesme, blessé de deux coups de feu, met un genou en terre pour se soutenir, présente la pointe de son sabre aux fuyards, et parvient à rétablir l'ordre et à obtenir quelques avantages sur l'ennemi. Ce trait de courage lui vaut le grade de général de brigade le 7 octobre 1793.
Lorsqu'il est guéri de ses blessures, il est placé à la tête de l'avant-garde et s'empare de la Capelle où il se maintient. À la journée de Grandjean (24 mai 1794), il ramène au combat les troupes qui se replient en désordre et, malgré la blessure qu'il reçoit en marchant à leur tête, il continue de commander la colonne qui protège la retraite. Le 6 prairial, les troupes se portent sur Charleroi et Duhesme, à la tête de sa brigade, débouche d'un bois dans une plaine battue par la mitraille et défendue par une forte ligne de cavalerie, lorsque, apercevant quelque hésitation dans les rangs de ses grenadiers, il descend de cheval, saisit le fusil d'un soldat, se met en ligne avec un des pelotons les plus opposés, et chargeant à la baïonnette, force l'ennemi à battre en retraite. À l'attaque du pont de Marchiennes, dont l'abord est défendu par de l'artillerie, il emploie des espèces de matelas roulants qui permettent aux canonniers de faire avancer leurs pièces et, malgré le feu de l'ennemi, il détruit leurs retranchements. Il effectue alors le passage de vive force. La veille de la bataille de Fleurus, il commande une manœuvre qu'exécute le colonel Bernadotte et qui provoque la défaite de l'aile droite des Autrichiens. Placé au centre de l'armée il contribue plus directement à cette victoire. Blessé à plusieurs reprises, il fait preuve au feu d’un courage exceptionnel. Napoléon écrivit de lui : « C’était un soldat intrépide, couvert de blessures et de la plus grande bravoure, un général consommé, qui s’est toujours montré ferme dans la bonne comme dans la mauvaise fortune.»

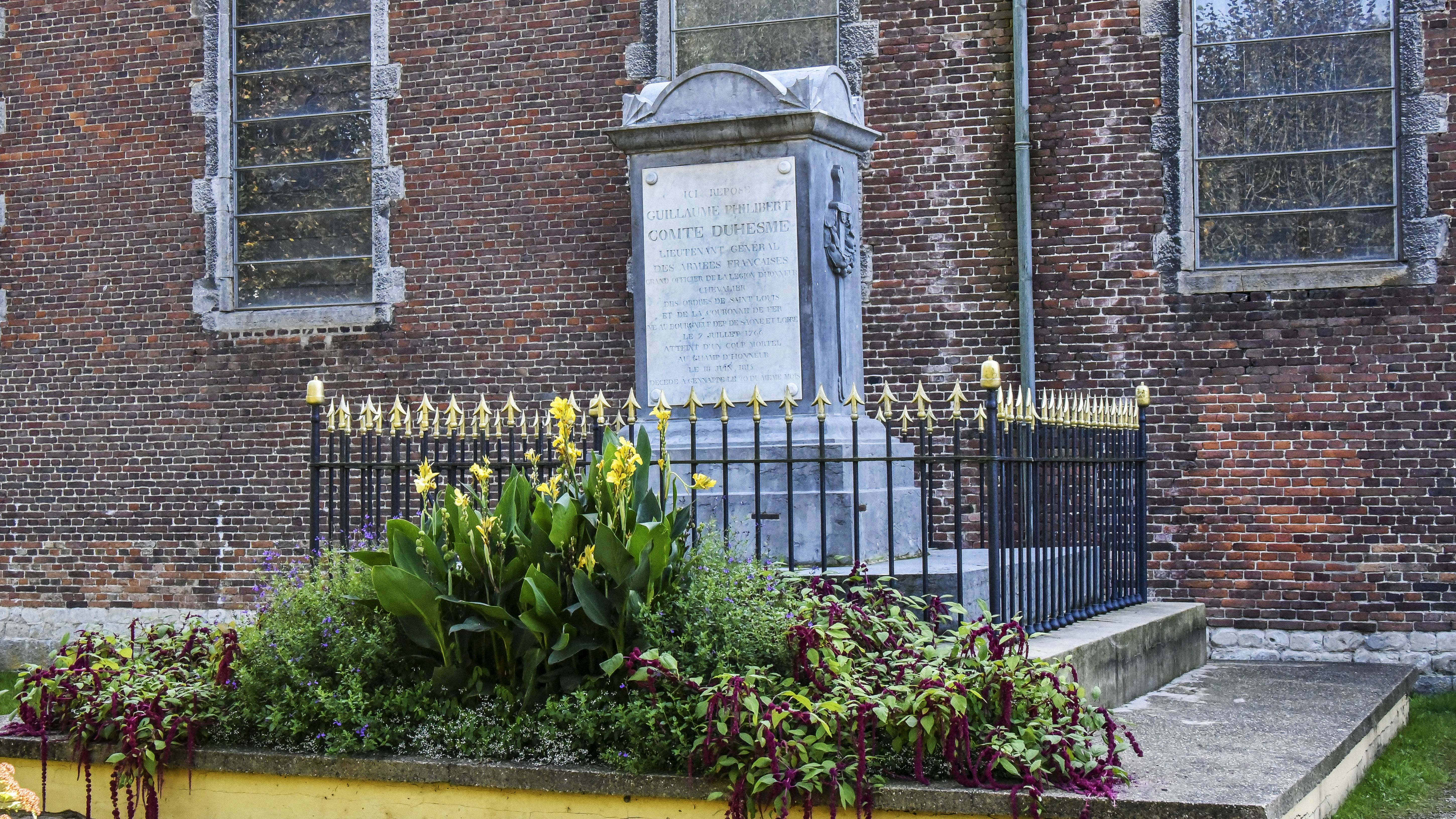
Mausolée Duhesme

Il commande le corps chargé de l'investissement de Maestricht en l'absence de Kléber, repousse l'ennemi dans cinq sorties et est nommé général de division, le 8 novembre 1794. Il fait la guerre de la Vendée sous les ordres de Hoche, passe à l'armée du Rhin sous les ordres de Pichegru, se distingue partout, principalement à la défense de Kehl, à Biberach, à Schussenried. Dans la campagne de l'an V, à l'armée de Rhin-et-Moselle, sous les ordres de Moreau, il a la main droite percée d'une balle à l'affaire de Diersheim, au moment où, précédant ses soldats, il bat la charge sur un tambour avec le pommeau de son épée. En 1798, il est chargé d'aller offrir au gouvernement les drapeaux conquis par les armes françaises. Il commande l'aile gauche de Championnet lorsqu'il s'empare de Cerrita del Tronto, près de Pescara ; il contribue puissamment à la prise de Naples et est chargé par Championnet du commandement militaire de la Pouille et des Calabres : il y bat un parti de 12 000 hommes et se rend maître des villes insurgées. Duhesme partage ensuite la disgrâce de Championnet ; mais bientôt après il reçoit le commandement des Alpes, puis, au printemps de 1800, il passe à l'armée de réserve organisée à Dijon. Le 3 décembre, il commande l'aile gauche de l'armée d'Augereau et contribue aux succès de Burg-Éberach, de Bamberg, etc. ; il passe ensuite au commandement de la 19e division.

### Général de l'Empire
En 1806, Duhesme fait partie de l'armée chargée de la conquête du royaume de Naples. Il fait paraître à cette époque un Précis historique de l'infanterie légère, etc. ouvrage très estimé, réimprimé en 1814. Il quitte en 1808 l'armée de Masséna pour aller prendre un commandement en Espagne. Il se distingue en capturant Barcelone, ce qui marque le début de la guerre d'Espagne. Séparé du reste de la Grande Armée, il assiège Gérone à la tête de 12 710 hommes. Duhesme prend ensuite le commandement de la Catalogne et y rend de grands services jusqu'en janvier 1810. Rentré en France, il tombe dans la disgrâce de l'empereur par suite de dénonciations relatives à son administration en Espagne. Nommé gouverneur de Barcelone, il s’y trouve un moment bloqué et est dégagé par Gouvion-Saint-Cyr, mais entre bientôt en conflit aigu avec Augereau, qui vient de remplacer Saint-Cyr dans le commandement en chef. Dans des rapports d’une extrême âpreté, Augereau l’accuse des pires méfaits : arrestation du consul de France, abus de pouvoir, pillage d’argenterie, ivresse, malversations, conclusion de faux marchés, confiscation à son profit de biens d’émigrés, trafics de fournitures de l’armée, etc. Jamais réquisitoire contre un chef de corps n’avait été aussi violent. Augereau somme Duhesme de quitter son commandement et de se retirer à Montpellier. Le général vient à Paris se justifier, mais il reçoit l’ordre de quitter la capitale sans délai. Il obéit et se rend à Rouen. Les enquêtes qui durent longtemps, ayant démontré l’inanité des accusations, Duhesme reçoit le commandement supérieur de Kehl, après la campagne de Saxe.  

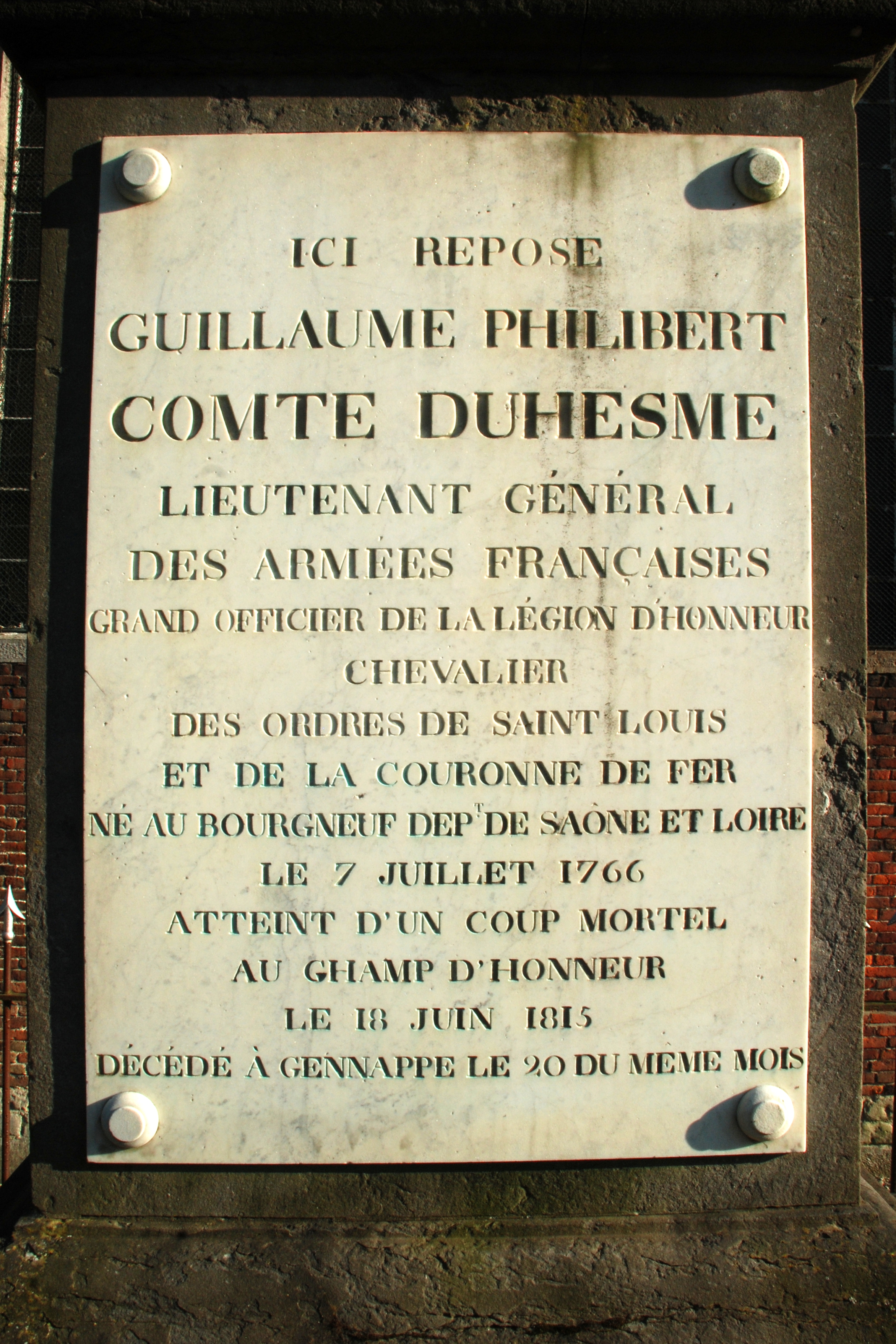
Inscription sur la sépulture du général Duhesme, Mausolée Duhesme sur le flanc de l'église St Martin de Ways, commune de Genappe.

En 1814, il commande une division dans le corps d'armée du duc de Bellune, maréchal Victor; et un décret de Napoléon Ier lui accorde le titre de comte. Il participe le 10 janvier aux combats de Saint-Dié contre les Bavarois du Ve Corps allié du général autrichien Deroy(?). Le 1er février, sa division est presque entièrement prise à la bataille de La Rothière. Cet échec est bientôt réparé et il se couvre de gloire à Montereau.
Le 1er juin, Louis XVIII le nomme inspecteur général d'infanterie, puis chevalier de Saint-Louis. À son retour de l'île d'Elbe, Napoléon le crée Pair de France et lui donne le commandement de la Jeune Garde. Il combat héroïquement à la tête de cette troupe d'élite le 18 juin 1815 lors de la bataille de Waterloo. Gravement blessé à la tête aux combats de Plancenoit, il est fait prisonnier par les Prussiens et transporté à l'auberge du Roy d’Espagne à Genappe, où il expire. Il est le dernier général français à mourir dans les guerres napoléoniennes. Son nom est gravé sur l'arc de triomphe de l'Étoile, 8e colonne, côté nord.

## Vie privée
Il se marie le 17 novembre 1797 avec Marie Magdeleine Burger (1776-1857). De cette union naissent trois enfants :
- Eugène (1799-1842), chef d'escadrons de cavalerie, pair de France, officier d'ordonnance de Louis-Philippe 1er, chevalier de la Légion d'honneur ;
- Anne (1804) ;
- Léon (1810-1870), général de division, commandeur de la Légion d'honneur.

Ses trois enfants sollicitent une reconnaissance de noblesse en vertu de l'article 3 de l'édit de novembre 1750 conférant la noblesse de droit aux officiers généraux ainsi qu'à leurs enfants légitimes. Ils obtiennent une maintenue de noblesse par ordonnance du 5 décembre 1824 et lettres patentes du 26 février 1825, avec le titre d'écuyer et le règlement d'armoiries suivant : "De gueules, à un lion d'or tenant de la patte dextre une épée d'argent et soutenu d'une rivière aussi d'argent ; l'écu timbré d'un casque taré de profil orné de ses lambrequins",.

## Distinctions
- Grand officier de la Légion d'honneur (décret du 14 juin 1804)[7].
- Chevalier de l'ordre royal et militaire de Saint-Louis (27 juin 1814)[8].
- Chevalier de l'Ordre de la Couronne de fer
- Titre héréditaire de comte Duhesme et de l'Empire (décret impérial du 21 février 1814, confirmé le 8 décembre 1860 pour son petit-fils Gaston Duhesme)[9].

## Sources
- BRAIVE (Gaston), Duhesme. Né à Mercurey, blessé à mort à Waterloo, mort à Genappe, enterré à Ways. Biographie, Genappe, Cercle d'histoire et d'archéologie du pays de Genappe, 2001, 555 pages (Cahier, 12)
- Mémoires du général Duhesme, 1793-1794, Genappe, Cercle d'histoire, 2001 (Cahiers, 10).
- Les trois énigmes du Général Duhesme par Paul Jeannin-Naltet. Société d'histoire et d'archéologie de Chalon-sur-Saône. Tome no 43, 1972
- « Guillaume Philibert Duhesme », dans Charles Mullié, Biographie des célébrités militaires des armées de terre et de mer de 1789 à 1850, 1852 [détail de l’édition]
- Site Internet: "Napoléon, prisonnier" .
- Claude Scarnière, Ways, Village-village, Ways, Colette Scarnière, 2016, 2e éd., 403 p. (ISBN 978-2-39017-172-0)